# فیروزه (خواننده ایرانی)
نَیِره عسگری با نام هنری فیروزه خواننده ایرانی است. او در دسته‌بندی‌های موسیقی در دو زمینه کوچه‌بازاری و مردمی صاحب نام بود.
خوانندگی را با برنامه جوانان رادیو ایران با ترانه «لالایی مادر» و با نام هنری نازی آغاز کرد. نام هنری فیروزه را علی تابش هنگام اولین حضور وی در برنامه شما و رادیو برای او انتخاب کرد.
وی که در ابتدا در محافل خصوصی و در جمع هنرمندان برنامه اجرا می‌کرد در سال ۱۳۵۱ به تشویق رامش و تنی دیگر از هنرمندان وارد عرصه خوانندگی به صورت حرفه‌ای شد. مشهورترین ترانه‌ فیروزه «اون کی بود» توسط منوچهر بی‌بی‌یان در کمپانی آپولون منتشر شد. فیروزه با اجرای این ترانه در اولین حضورش در تلویزیون و رادیو  به یکباره بسیار مشهور شد.
وی تا سال ۱۳۵۷ چندین ترانه مردمی و کوچه‌بازاری اجرا کرد ولی پس از انقلاب اسلامی در ایران برای همیشه به فعالیت هنری خود به صورت رسمی خاتمه داد.

## ترانه‌شناسی
| نام ترانه                 | ترانه‌سرا             | آهنگساز              | توضیحات                                                  |
| ------------------------- | -------------------- | -------------------- | -------------------------------------------------------- |
| لالایی مادر               |                      |                      | اجرا شده در رادیو ایران - برنامه جوانان                  |
| اختر آب‌منگلی              | امان منطقی           |                      | ترانه فیلم «آبنبات چوبی»                                 |
| آسمون خدا                 | محمد‌علی شیرازی       | حسین صمدی            | محصول شرکت رویال                                         |
| حاشا                      | الفت                 | حسین صمدی            | محصول شرکت رویال                                         |
| این کی بود                | مسعود هوشمند         | کیومرث سلیم‌پور       | محصول شرکت آپولون (با نام «اون کی بود» نیز شناخته میشود) |
| (یک) شاخه سنبل            | ناشناس               | کیومرث سلیم‌پور       | محصول شرکت آپولون                                        |
| چرا گریه چرا اشک          | گرگین‌زاده            | گرگین‌زاده            | محصول شرکت آپولون                                        |
| داری کم‌کم منو دلگیر می‌کنی | دکتر پورتاجی         | فربد (فریدون خوشنود) | محصول شرکت آپولون                                        |
| فدائی                     | مسعود هوشمند         | کیومرث سلیم‌پور       | محصول شرکت آپولون                                        |
| دل شاد (نمیاد)            | معینی کرمانشاهی      | کیومرث سلیم‌پور       | محصول شرکت آپولون - تولید سال ۱۳۵۲                       |
| ستاره                     | محمدعلی ناصری        | کیومرث سلیم‌پور       | محصول شرکت آپولون                                        |
| کجا میروی                 |                      |                      |                                                          |
| کی‌ام من                   | مسعود هوشمند         | حسین واثقی           |                                                          |
| من و تو یکی هستیم         |                      | مسعود حسنخانی        |                                                          |
| آره یا نه                 |                      |                      |                                                          |
| میگن عاشقی گناهه          |                      |                      |                                                          |
| من و دل                   |                      |                      |                                                          |
| بریز بپاش                 |                      |                      |                                                          |
| جشن تولد                  | مسعود هوشمند (پرستو) | حسین واثقی           | محصول شرکت آپولون                                        |
| عشق لاتی                  | مسعود هوشمند (پرستو) | حسین واثقی           | محصول شرکت آپولون ترانه فیلم «گروگان»                    |
| یکپارچه آتیش              | محمد‌علی شیرازی       | حسین صمدی            | ترانه فیلم «دل خودش می‌خواد» محصول شرکت پارس رکورد        |
| مردان محله                | محمد‌علی شیرازی       | حسین صمدی            | ترانه فیلم «دل خودش می‌خواد» محصول شرکت پارس رکورد        |
| عشق اگه عشقه تموم نمیشه   |                      |                      |                                                          |
| دریا                      | حسین منزوی           | حسین صمدی            |                                                          |
| گلبارون                   |                      |                      |                                                          |
| بیراهه                    |                      |                      |                                                          |
| دیدار (نو اومد به بازار)  |                      |                      |                                                          |
| برف‌ها داره آب میشه        |                      |                      |                                                          |
| بهاره                     |                      |                      |                                                          |
| دو عاشق                   |                      |                      |                                                          |
| لبخند                     | اصغر واقدی           | کیومرث سلیم‌پور       |                                                          |
| عید آمده                  |                      |                      |                                                          |
| اگه اون بود نمیگذاشت      |                      |                      |                                                          |
| تو و من                   |                      |                      |                                                          |
| چه کسی                    |                      |                      |                                                          |
| او برگشت از سفر           |                      |                      |                                                          |
| مردم‌آزار                  |                      |                      |                                                          |
| دفتر عشق                  |                      |                      |                                                          |
| آمدی اما                  |                      |                      | با نام «اومد» و یا «قر کمر» نیز شناخته میشود             |
| الهی دلت آتیش بگیره       | آرش سزاوار           | امیر پازوکی          | تولید آبان ۱۳۵۵                                          |
| دعوت                      |                      |                      |                                                          |
| بهار                      | رضا شمسا             | حسین واثقی           |                                                          |
| نغمه‌ساز                   |                      | فریدون خوشنود        |                                                          |
| نامه پرون                 | پژمان باقری          | پژمان باقری          |                                                          |
| اگه باشی                  |                      |                      |                                                          |
| دیدار                     |                      |                      |                                                          |
| آتش                       |                      |                      |                                                          |
| بعد تو زندگانی            | پدرام                | حسین صمدی            |                                                          |

## خوانندگی در سینما و تلویزیون

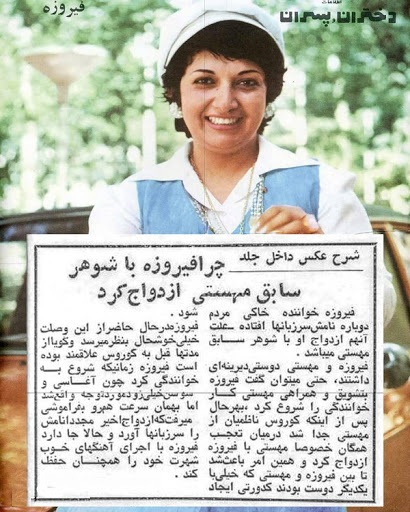
فیروزه

- مجموعه تلویزیونی ایتالیا ایتالیا (۱۳۵۷)
- گروگان (۱۳۵۳)
- دل خودش می‌خواد (۱۳۵۲)
- آبنبات‌چوبی (۱۳۵۱)